# جیپرز کریپرز ۳
جیپرز کریپرز ۳ (به انگلیسی: Jeepers Creepers 3) که در ایران با عنوان مترسک‌های ترسناک ۳ هم شناخته می‌شود، یک فیلم ترسناک آمریکایی به کارگردانی و نویسندگی ویکتور سالوا است. داستان این فیلم بین قسمت اول و دوم این سری است. جاناتان برک نقش هیولا را همانند دو قسمت پیشین بازی می‌کند. فیلم‌برداری آن در ۱۵ فوریه ۲۰۱۷ در باتون‌روژ، لوئیزیانا آغاز شد و در ۱۸ آوریل ۲۰۱۷ به پایان رسید و در سپتامبر ۲۰۱۷ منتشر شد.
این فیلم و دیگر قسمت‌های آن در ایران با عنوان مترسک‌های ترسناک هم شناخته می‌شوند که علت آن، دوبله و عرضهٔ جیپرز کریپرز ۲ توسط بنیاد سینمایی فارابی از طریق موسسهٔ هنر هشتم در سال ۱۳۸۴ با این عنوان است ولی «مترسک‌های ترسناک» ترجمهٔ فارسی نام فیلم (Jeepers Creepers) نیست؛ بلکه یک عنوان ساختگی است. همچنین در این مجموعهٔ فیلم، تنها یک هیولا با ظاهر و پوشش مترسک وجود دارد؛ نه چندین هیولا یا مترسک.